# Burial (Extol)
Burial è il primo album in studio del gruppo musicale metal norvegese Extol, pubblicato nel 1998.

## Tracce
1. Into Another Dimension – 1:28
2. Celestial Completion – 6:14
3. Burial – 4:49
4. Renhetens Elv – 6:21
5. Superior – 5:08
6. Reflections of a Broken Soul – 7:28
7. Justified – 5:22
8. Embraced – 3:41
9. Innbydelse – 4:58
10. Tears of Bitterness – 7:27
11. Work of Art – 5:19
12. Jesus Kom Til Jorden For Å Dø – 3:47

## Formazione
- Peter Espevoll - voce
- Ole Børud - chitarra, voce
- Christer Espevoll - chitarra
- Eystein Holm - basso
- David Husvik - batteria